# Berezne (rejon starokonstantynowski)
Berezne (ukr. Березне, pol. hist. Łaszki – wieś na Ukrainie w rejonie starokonstantynowskim obwodu chmielnickiego.
Pod koniec XIX w. we wsi znajdowały się: drewniana cerkiew wybudowana w 1756 r. oraz szkółka cerkiewna, istniejąca od 1862 r.